# オノサト・トシノブ
オノサト・トシノブ（本名：小野里 利信、1912年〈明治45年〉6月8日 - 1986年〈昭和61年〉11月30日）は、日本の抽象画家、芸術家。
長野県下伊那郡飯田町（現・飯田市）生まれ。10歳から群馬県桐生市で育つ。

## 概略
津田青楓の津田洋画塾出身。戦後はヴェネツィア・ビエンナーレやその他欧米の美術展に積極的に出品・参画した。グッケンハイム美術館や、日本各地の美術館に作品が収蔵されている。モザイク状の幾何学的抽象様式が知られ、版画、シルクスクリーン作品も多い。

## 生涯
1912年（明治45年） - 長野県下伊那郡飯田町（現・飯田市）に、長野県立飯田中学校の教師、小野里万蔵の長男として生まれる。
1919年（大正8年） - 父万蔵が北甘楽郡立実科高等女学校に転勤になり、一家は群馬県富岡町へ移住。富岡尋常小学校に入学。
1922年（大正11年） - 万蔵が群馬県立桐生高等女学校へ転勤になり、一家は桐生市へ移住。桐生北尋常小学校へ転校。
1925年（大正14年） - 桐生北尋常小学校を卒業。旧制・群馬県立桐生中学校（現・群馬県立桐生高等学校）に入学。1930年（昭和5年） - 桐生中学校を卒業。
1931年（昭和6年） - 日本大学旧工学部（現日本大学理工学部）電気科へ入学。群馬県育英会が運営する上毛学舎（世田谷区経堂）に住むが、1学期で退学。大学中退後、荻窪に住み津田青楓の津田洋画塾に入塾。
1935年（昭和10年） - 二科展に入選。野原隆平、清野恒、山本直武（蘭村）と前衛グループ「黒色洋画展」を結成。
1936年（昭和11年） - 瑛九、久保貞次郎と知り合う。第14回黒色洋画展に斎藤義重が参加。
1937年（昭和12年） - 黒色洋画展が前年の第14回展で終了とされ、自由美術家協会の会友となる。長谷川三郎が兄の庚一とともに設立した「白堊社」に参加。
1940年（昭和15年） - 満州、安東の弟捷三を訪ねた帰りに京城の金煥基、山口長男を訪ねる。
1942年（昭和17年） - 召集され、高崎の第38部隊に入隊、歩兵第15連隊に編入。太平洋戦争に従軍
1945年（昭和20年） - 満州で終戦を迎える。シベリアで抑留される
1948年（昭和23年） - ナホトカより帰国、桐生市に戻る。
1949年（昭和24年） - 山田郡相生村立相生中学校の美術講師となる。
1950年（昭和25年） - 大間々町立大間々中学校の助教諭となる。桐生美術協会の初代会長となる。
1951年（昭和26年） - 田口智子と結婚。
1952年（昭和27年） - この頃から名前を「オノサト・トシノブ」とカタカナ表記にするようになる。
1953年（昭和28年） - 朝妻治郎の推薦で神田のタケミヤ画廊で初めての個展開催。
1956年（昭和31年） - 大間々中学校を退職。
1961年（昭和36年） - ワシントンD.C.のグレス画廊で個展。
1963年（昭和38年） - 第7回日本国際美術展に「相似」を出品。日本部門最優秀賞を受ける。
1964年（昭和39年） - グッケンハイム国際賞展に出品し。作品が同館の所蔵となる。第32回ヴェネツィア・ビエンナーレに出品。
1966年（昭和41年）　「世界」2月号に「色と形と生命力」を発表。第33回ヴェネツィア・ビエンナーレに出品。
1967年（昭和42年） - 新しいアトリエが完成。
1969年（昭和44年） - 愛知県美術館集会室にて「オノサト・トシノブ、磯辺行久、アイ・オー　三人展」開催。
1972年（昭和47年） - チューリッヒのコルンフェルト画廊で個展。
1974年（昭和49年） - デュセルドルフ美術館（英語: Kunsthalle Düsseldorf）の「日本－伝統と現代」展に出品。
1986年（昭和61年） - 急性肺炎のため死去。
1989年（平成元年） - 練馬区立美術館にて「オノサト・トシノブ展」開催。
1992年（平成4年） - 桐生市にオノサト・トシノブ美術館設立。
2000年（平成12年） - 群馬県立近代美術館にて「抽象のパイオニア　オノサト・トシノブ展」開催
2005年（平成17年） - 大川美術館にて「織都・桐生に生きた抽象画家 オノサト・トシノブ展」開催。
2012年（平成24年） - 大川美術館にて「生誕100年 オノサト・トシノブ」展開催。
2022年（令和4年） - 大川美術館にて「生誕110年 みんなのオノサト・トシノブ展 ベタ丸と色彩の無限のフィールド」開催。

## 主な作品
- 「相似」 - 1963年（昭和38年）、福岡シティ銀行蔵
- 「同心円」 - 1965年（昭和40年）、第33回ヴェネツィア・ビエンナーレ出品作品
- 「32個の丸」 - 1971年（昭和46年）、第10回現代日本美術展出品作品